# 2018年热带风暴维森特
热带风暴维森特（英語：Tropical Storm Vicente）规模异常狭小，于2018年10月23日以热带低气压强度登陆墨西哥米却肯州，引发的山体滑坡夺走十余条人命。气旋源自10月6日离开非洲西海岸的东风波，是2018年太平洋颶風季第21场获命名的风暴。东风波向西穿过大西洋，于10月17日进入东太平洋。此后几天扰动天气结构略有改善，于10月19日发展成热带低气压，并因所处环境有利于进一步发展而在当天升级成热带风暴。
气旋规模很小，先沿危地马拉海岸向西北移动，后略朝西面转向。10月20日下午，维森特达到风力时速85公里、最低气压1002毫巴（百帕，29.59英寸汞柱）的最高强度，此时中心密集云区还呈现出稀疏的眼状特征。风暴约保持最高强度18小时，在此期间转向西南，于10月21日因接触干燥空气开始减弱。次日，干燥空气一度中止，维森特的强度略有回升，但在附近飓风威拉产生的外流影响下于10月23日早上降级成热带低气压。协调世界时当天13点30分从普拉亚阿苏尔附近登陆后，气旋迅速减弱并在数小时后完全消散。
受风暴影响，墨西哥米却肯州、瓦哈卡州、韋拉克魯斯州、伊達爾戈州、哈利斯科州、格雷羅州和科利馬州降下倾盆大雨，并以瓦哈卡州雨量最高，超过300毫米。部分州本已受到飓风威拉重创，维森特的到来更是雪上加霜。气旋共夺走16条人命，其中瓦哈卡州13人，韋拉克魯斯州三人。暴雨令河流泛滥成灾并引发数十起山体滑坡，其他地点随后也发生严重洪灾，导致成百上千的房屋被淹，数十条道路封闭，各类设施及大量庄稼受损。多个州启动DN-III-E计划向灾民提供援助，联邦和州政府动员起来协助救灾和善后修复。

## 气象历史
热带风暴维森特源自东风波和东太平洋季风槽关联的下层涡流。东风波于10月6日离开非洲西岸并向西穿过大西洋，10月14日左右抵达小安的列斯群岛。东风波北侧沿线起初有对流（即雷暴活动）发展，但又逐渐消退直至完全不含对流。10月16日，系统到达中美洲，季风槽沿线重新发展出深层对流，东风波次日在巴拿马以南跟进。继续向西进入东太平洋后，系统在经过尼加拉瓜和萨尔瓦多南面期间出现对流爆发。
10月19日清晨，美国国家飓风中心首次认定系统有可能发展成热带气旋。系统身处更大范围的扰动天气内，该扰动从中美洲向南一直延伸到特萬特佩克灣。系统在此后几小时迅速发展，于协调世界时当天早上六点在危地马拉聖何塞港西南偏西方向约150公里海域组织成热带低气压。气旋规模很小，而且西侧又有更大规模的扰动天气（该扰动后来发展成飓风威拉），所以气象部门起初没有预料到系统会这么快发展成热带气旋。低气压所处环境风切变少，海面温度达到28至29°C，非常有利于进一步发展。气旋结构持续改善，卫星和微波图像显示中心周围的带状特征增长。下午18点左右，正朝西北方向缓慢行进的系统在距危地马拉海岸不到185公里近海升级成热带风暴并获名“维森特”（Vicente）。

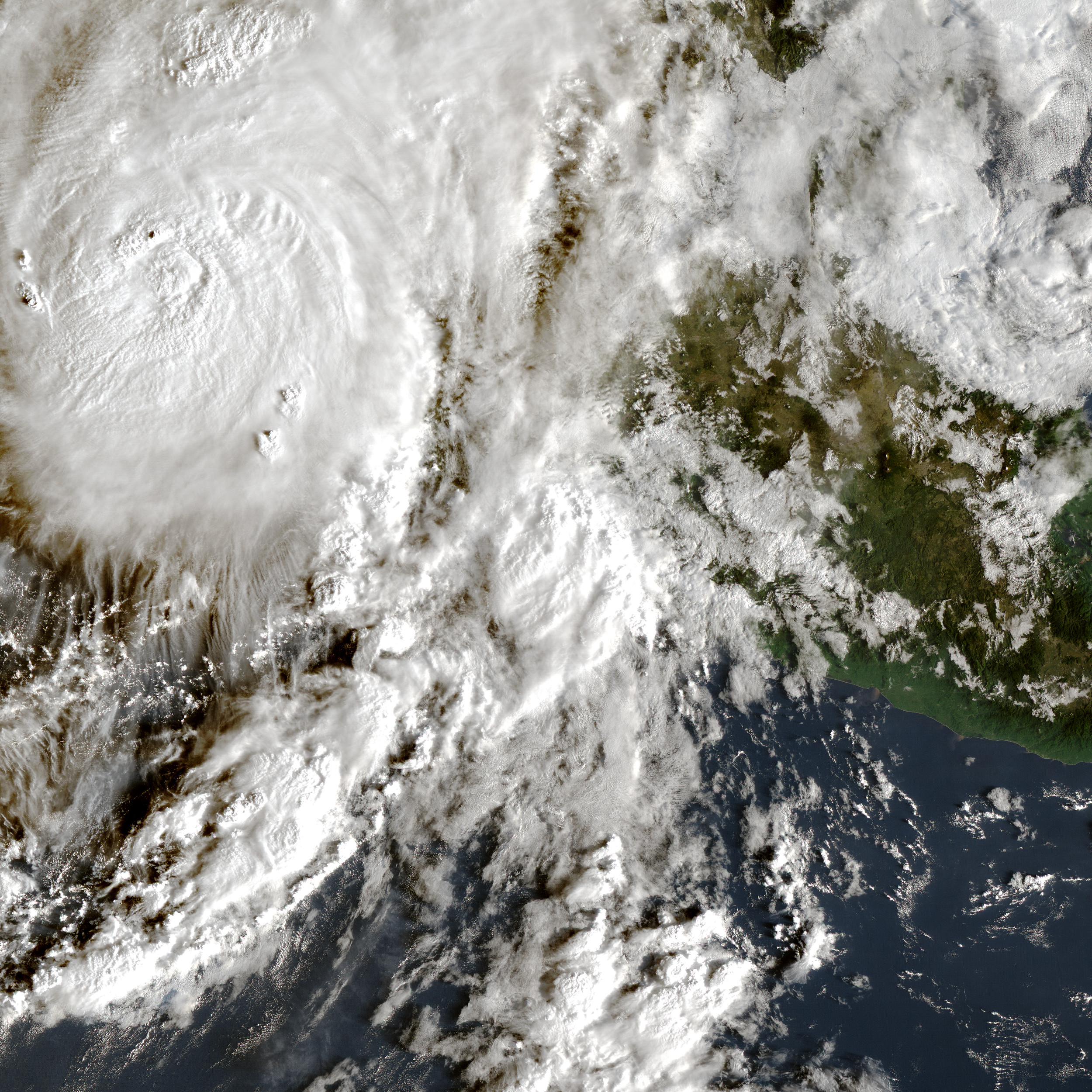
10月23日刚刚登陆墨西哥米却肯州的热带低气压维森特，西北方向是飓风威拉

10月20日清晨，风暴被逐渐增强的西北向风切变扰乱，导致中心密集云区消退。与此同时，下层环流中心已加速向西北前进，几乎完全暴露在外。受墨西哥湾和中墨西哥上空的深层高压脊和特萬特佩克灣的山隘风影响，气旋当晚转朝西面移动。此后几小时维森特的结构得到改善，中低强度对流中心出现稀疏的眼状特征。10月20日下午18点，风暴在距墨西哥恰帕斯州和瓦哈卡州海岸不到185公里水域达到最大持续风速每小时85公里、中心最低气压1002毫巴（百帕，29.59英寸汞柱）的最高强度。维森特的规模异常狭小，风力时速70到80公里的风场半径仅35公里。气旋开始朝西南偏西前进，约保持最高强度18小时。
10月21日，气旋中层开始遭干燥空气侵蚀，导致对流减弱，下层中心再度暴露。10月22日早上，风暴沿墨西哥湾和中墨西哥上空的高压脊边缘转向西北偏西。随着干燥空气的冲击告一段落，维森特的结构显著改善，带状特征将风暴大部分范围包裹起来，寒冷的云顶温度低至−80°。但是，维森特当天就开始受西北方向飓风威拉产生的外流影响，形成的东北向风切变令气旋急剧解体。带状特征大幅消退，仅风暴中心以东和南侧还有少量对流。10月23日早上六点，气旋减弱成热带低气压，再于当天下午13点30从米却肯州普拉亚阿苏尔附近登陆，对流随后迅速退化，下午18点已完全消散。

## 影响
维森特自始至终距陆地都不远，但气象机构一直没有向危地马拉和墨西哥发布热带风暴观察预警和警告。墨西哥西南沿海地区收到整体绿色预警。面对维森特和飓风威拉的威胁，诺唯真极乐号（Norwegian Bliss）游轮改道加利福尼亚州聖地牙哥。风暴在墨西哥多个州降下瓢泼大雨，降雨量最高的瓦哈卡州起码达到300毫米。格雷羅州锡瓦塔内霍测得157.7和134.8毫米降水，该州聖赫羅尼莫也达117.5毫米。科利馬州测得超过150毫米雨量。

### 米却肯州
10月23日下午13点30分，维森特从普拉亚阿苏尔附近登陆。该州沿海地区学校停课充当避难所。风暴带来的降水将莫雷利亚城内27个社区淹没，其中文图拉桥（Ventura Puente）、卡洛斯萨拉扎（Carlos Salazar）、贾卡兰达斯（Jacarandas）在内的多个社区和工业区水深超过一米，导致成百上千的民居被淹。降雨导致汽油泄露后，州官员和警察将贾卡兰达斯社区居民转移。市内五所学校因洪水封闭，另有一所因清淤和清毒需要关闭。格蘭德河泛滥成灾，莫雷利亚各处排水系统已完全盈满。暴雨还令阿塔帕诺（Atapaneo）附近地面塌陷，货运列车因此出轨，导致两名工作人员受伤。政府启动旨在协调搜救工作和救灾援助的DN-III-E计划（DN-III-E Plan），从警察培训机构派出500人帮助受洪水影响的灾民。

### 瓦哈卡州
气旋在瓦哈卡州降下暴雨，引发大面积洪灾和泥石流。该州四个大坝水位到达最高值并保持四天之久，其中两个水坝超容九成，还有一个超容一倍。洪水令21个社区同外界的通讯中断，该州公路有203处路段损伤严重，政府部门需动用机械清理山崩掩埋的道路。全州至少有13人丧生，其中六人死于圣佩德罗·奥科特佩克（San Pedro Ocotepec）发生的山体滑坡。一家四口在逃离社区的途中失踪，搜救工作持续一周后中止，估计四人都被山崩掩埋。圣地亚哥卡莫特兰（Santiago Camotlán）的山体滑坡吞没房屋，屋内的40岁男子遇难。图特佩克（Tututepec）一名56岁男子被离岸流卷走后溺毙。
州内河流泛滥，淹没邻近社区。圣地亚哥·乔帕姆（Santiago Choapam）的山体滑坡摧毁三户民宅。通向查韦湾（Chahué Bay）的排水沟溢出，部分沟渠坍塌，令至少80户民房或商铺被淹。降水还导致桥面形成天坑。圣克鲁斯瓦图尔科（Santa Cruz Huatulco）五辆汽车被洪水卷走。面对洪灾威胁，当地开设临时避难所。有关部门起用国家土著人民发展委员会（National Commission for the Development of Indigenous Peoples）设施，为30位灾民提供救助。安赫尔港（Puerto Ángel、埃斯孔迪多港和瓦图尔科港关闭。受山体滑坡和桥梁受损影响，北部山脉地区多个社区与世隔绝，完全无法同外界联系；当地庄稼也被风暴摧毁，引起粮食短缺。气旋令马塞特卡山脉（Sierra Mazateca）地区的学校、房屋、农作物和卫生保健设施受损。墨西哥二百号联邦公路位于胡米达德（La Humedad）境内超过一公里路段被洪水和滑落的山体淹没；圣地亚哥贾米尔特佩克（Santiago Jamiltepec）有围栏倒塌，多户民居被洪水淹没；面对洪水，彼德拉安查（Piedra Ancha）五户居民被迫离开家园。
全州167个灾情严重的市镇宣布进入紧急状态。墨西哥陆军和海军联合州警共调派一万人协助灾后恢复工作，该州同样启动计划分发援助物资，墨西哥空军派直升机向灾区人民提供食品及其他物资。71个受维森特影响的市镇经宣告成为灾区，有资格获取国家救灾基金援助。

### 韦拉克鲁斯州
风暴带来的降水在韋拉克魯斯州引发洪灾，导致三人遇难，该州13个市镇进入紧急状态。面对帕帕洛阿潘河与夸察夸尔科斯河泛滥成灾的威胁，特拉科塔尔潘（Tlacotalpan）修建防洪堤，防止洪水影响历史文化遗址。通往奧里薩巴的公路出现多处山体滑坡。该州南部因河流泛滥导致韦拉克鲁斯市至夸察夸爾科斯的公路交通被洪水堵塞。全州共发生21起山体滑坡，共有42条道路和36所学校受到破坏。特马帕切（Temapache）境内河流泛滥，部分街道被淹。韦拉克鲁斯州也启用计划援助灾民。
圣胡安河（San Juan river）泛滥成灾，提那亚通往科索萊阿卡克的公路被完全封闭，这条路还是韦拉克鲁斯州通往其他州的重要干道。圣胡安河还将科萨马洛阿潘通向阿卡尤坎公路的八公里路段彻底淹没，联邦警察不得不阻止车辆通过。全州1764人撤离，启用15个临时避难所，八人获救脱险。泛滥的夸察夸尔科斯河将伊达尔戈蒂特兰（Hidalgotitlán）多个社区淹没，拉莫斯米兰（Ramos Millán）和比森特格雷罗（Vicente Guerrero）共有790户民房被淹。该州为受灾家庭提供避难所，还有500个提供水的储藏室。洪灾促使当地学校停课，全州共有21个市镇进入紧急状态。

### 其他地区
维森特及附近的威拉在伊達爾戈州降下暴雨，共引发十起山体滑坡事故。瓦斯特克（Huasteca）和塞拉（Sierra）的公路被石块和树枝堵塞。萨夸尔蒂潘（Zacualtipán）有两人因遭遇山体滑坡入院治疗，卡尔纳里（Calnali）的山崩掩埋房屋，七人被迫转移。韦韦特拉（Huehuetla）和特南戈山谷（Tenango del Valle）的道路也因山体滑坡无法通行。其他受山崩影响的公路包括：特兰奇诺（Tlanchinol）至韦亚帕（Hueyapa）州级公路位于特佩瓦坎德格雷罗（Tepehuacán de Guerrero）境内路段，帕丘卡至韦胡特拉（Huejutla）公路位于小米内拉尔（Mineral del Chico）境内路段，以及墨西哥城至坦皮科的联邦公路。该州许多水坝和水库的水位大幅上涨，达到九成以上容量，但主动排水的溢洪道消除溃坝风险。
维森特和附近的威拉导致天气反复无常，停靠曼萨尼约和图斯潘（Tuxpan）的许多油輪无法卸油，再加上向瓜达拉哈拉运送石油的主要管道关闭，导致哈利斯科州燃料短缺，约500个加油站受影响。曼萨尼约和图斯潘的汽油配送中心、以及萨拉曼卡的炼油厂受到破坏，导致哈利斯科州、納亞里特州和科利马州同样出现油荒。两场风暴带来的暴雨共在哈利斯科州各地公路引发24起山体滑坡，其中约半数发生在墨西哥二百号联邦公路位于图伊托（El Tuito）至梅拉克（Melaque）再至科连特斯角（Cabo Corrientes）路段。科利马州因两场风暴蒙受的农业损失总额约为1.36亿墨西哥比索（相当于705万美元）。
格雷羅州同样受到维森特影响，蒂斯特拉（Tixtla）和特克潘（Tecpan）各有一户民居被淹，特克潘的民房还出现屋顶坍塌，该州两条公路发生泥石流。州政府启用500个避难所，能容纳十万人。特塞乔坎河、帕帕洛阿潘河与圣胡安河都开始因暴雨溢出。气旋刮倒锡瓦塔内霍16棵树，下水道堆满垃圾，城内各地都有街道被淹。